# 嶺東地方
嶺東地方為朝鲜半岛的一个地区。原指江原道太白山脈（具體而言，「嶺」是指「大關嶺」）東側、江陵市・束草市等地域。其位置在朝鲜半岛的江原道。分属于韩国控制下的江原道和朝鲜控制下的江原道。有时指整个江原道地区。
交通有嶺東高速公路和铁路嶺東線。